# San Pietro in Montorio
San Pietro in Montorio (Sveti Peter na Zlati gori) je cerkev v Rimu v Italiji, ki ima na svojem dvorišču Tempietto, majhen spominski martyrium (grob), ki ga je zgradil Donato Bramante.

## Zgodovina
Cerkev San Pietro in Montorio je bila zgrajena na mestu prejšnje cerkve iz 9. stoletja, posvečene svetemu Petru na rimskem griču Gianicolo. Služi kot svetišče, ki označuje domnevno mesto križanja svetega Petra.
V 15. stoletju so bile ruševine podeljene amadističnim bratom, reformni veji frančiškanov, ki jo je ustanovil blaženi Amadej iz Portugalske, ki je služil kot spovednik papežu Sikstu IV. od leta 1472. Naročila sta jo Ferdinand in Izabela, katoliška kralja iz Španije.
Gre za naslovno cerkev, katere trenutni nosilec naslova je od 1. marca 2008 kardinal James Francis Stafford.

## Notranjost
Cerkev krasijo umetniška dela uglednih mojstrov iz 16. in 17. stoletja.
Prva kapela na desni strani vsebuje Bičanje in Spremenjenje Sebastiana del Piomba (1516–24). Michelangelo, ki se je spoprijateljil s Sebastianom v Rimu, je predložil risbe, ki so bile vključene v Bičanje.
V drugi kapeli je freska Niccola Circignanija (1554), nekaj renesančnih fresk iz šole Pinturicchia ter alegorična sibila in krepost, pripisana Baldassarru Peruzziju.
Četrta kapela ima stropno fresko Giorgia Vasarija. Čeprav ni grobnega označevalca, je po tradiciji to Beatrice Cenci, ki je bila leta 1599 usmrčena zaradi umora svojega nasilnega očeta in jo je med drugim proslavil Percy Bysshe Shelley, pokopana bodisi v tej kapeli bodisi pod velikim oltarjem.
Strop pete kapele vsebuje še eno fresko, Spreobrnjenje sv. Pavla, avtor Vasari. Oltarna slika je pripisana  Mazzoniju, nagrobni spomenik papeža Julija III. (Giovanni Maria Del Monte) in Roberta Nobilija pa delo Bartolomeo Ammannatija. V kapeli je pokopan tudi škandalozni "nečak" Julija III. In verjetni ljubimec kardinal Innocenzo Ciocchi Del Monte.
Do leta 1797 je Rafaelova zadnja mojstrovina, Spremenjenje krasila veliki oltar; zdaj je v Vatikanski pinakoteki. Oltar trenutno prikazuje Cammuccinijevo kopijo Križanje svetega Petra Guida Renija (tudi zdaj v Vatikanskih muzejih).
Zadnja kapela na levi strani vsebuje Jazusov krst, ki ga pripisujejo Daniele da Volterri, ter štukature in stropne freske Giulio Mazzonija.
Učenec Antoniazza Romana je freskiral tretjo kapelo s sveto Ano, Devico in otrokom.
Dirck van Baburen, osrednja oseba nizozemskih caravaggistov, je naslikal Polaganje v grob za kapelo Pietà. Baburen je v tej kapeli sodeloval z drugim nizozemskim umetnikom Davidom de Haenom. Dve drugi sliki, Zasmehovanje Kristusa in Agonija v vrtu, sta različno pripisani enemu ali obema umetnikoma.
Drugo levo kapelo, kapelo Raimondi (1640), je zasnoval Gian Lorenzo Bernini. Prikazuje svetega Frančiška v ekstazi Francesca Baratte in skulpture Andrea Bolgija in Niccolòa Saleta.

## Grobnica irskih poglavarjev
Pod velikim oltarjem sta dve grobnici: grobnica Hugha O'Neilla, The O'Neilla, drugega grofa Tyronejskega in njegovega sina Hugha, ki ga je nasledil, ter grob, ki sta ga delila Rory O'Donnell, prvi grof Tyrconnell in njegov brat Cathbharr, oba mlajša brata Reda Hugha O'Donnella.
Ti so pobegnili z Irske leta 1607. Rory, lord Tyrconnell, je umrl leta 1608, njegov brat Cathbharr (v napisu "Calfurnius") in Hugh, sin velikega grofa, sta umrla leta 1609. Vzrok smrti v vseh primerih je bila vročina, verjetno malarija. Njihovi grobovi so pokriti z marmornimi ploščami z barvnimi obrobami, grbi in ščiti. Od oltarja na levi so oddaljeni približno 12 čevljev, ko se gleda proti njim, običajno pa jih pokriva preproga.
Sam lord Tyrone je umrl leta 1616 in bil pokopan v cerkvi z veliko manj slovesnosti. Prvotni preprost nagrobnik je bil izgubljen okoli leta 1849, vendar je bilo besedilo kratkega napisa prepisano: »D.O.M. Hugonis principis ONelli ossa« (Posvečeno Bogu najboljšemu in največjemu. Kosti princa Hugha O'Neilla). Leta 1989 je Tomás kardinal Ó Fiaich na približno prvotno mesto postavil novo marmorno ploščo z istim napisom.

## Tempietto
Tako imenovani Tempietto (italijansko za mali tempelj) je majhen spominski grob (martyrium), ki ga je zasnoval Donato Bramante, verjetno zgrajen že leta 1502 na dvorišču San Pietro in Montorio. Po naročilu Ferdinanda in Izabele Tempietto velja za mojstrovino visoke renesančne italijanske arhitekture.
Po prvih letih v Milanu se je Bramante preselil v Rim, kjer ga je priznal kardinal Giuliano della Rovere, kmalu papež Julij II. V Rimu je Bramante lahko iz prve roke preučil starodavne spomenike. Tempelj Veste v Tivoliju je bil eden od predhodnikov Tempietta. Drugi antični primeri, ki jih je Bramante lahko študiral v Rimu, so okrogel tempelj na bregovih Tibere, tempelj Herkula Viktorja, za katerega se je takrat trdilo, da je tempelj Veste. Vendar so krožne cerkve že prvi kristjani uporabljali za mučenike, kot je sv. Konstanca, tudi v Rimu. Bramante bi se zavedal teh zgodnjih krščanskih precedensov, zato je Tempietto krožen.
Tempietto je ena najbolj harmoničnih stavb renesanse. Tempelj je bil zgrajen iz nosilnega zidu. Krožni tempelj podpira klasično |entablaturo in je bil uokvirjen v senčni lok križnega hodnika. To je najzgodnejši primer toskanskega reda v renesansi. To je oblika dorskega reda, zelo primerna za močne moške bogove (na primer Herkula), zato je bila toskanski red zelo primeren za sv. Petra. Namenjen je označevanju tradicionalnega točnega mesta mučeništva svetega Petra in je pomemben predhodnik Bramantejeve obnove cerkve sv. Petra
Glede na vse preobrazbe renesančnega in baročnega Rima, ki so sledile, je zdaj težko zaznati vpliv, ki ga je imela ta stavba na začetku 16. stoletja. To je skoraj skulptura, saj ima malo arhitekturne uporabe. Stavba je močno odražala slog Brunelleschija. Popolnoma sorazmerna, sestavljena je iz vitkih toskanskih stebrov, dorskega ogredja po vzoru antičnega Marcelijevega gledališča in kupole. Bramante je načrtoval, da bo stavbo obkrožil s koncentričnimi obroči kolonad, katerih stebri bi bili radialno poravnani s Tempiettom, vendar ta načrt ni bil nikoli izveden.
- Fasada San Pietro in Montorio, z vhodom v križni hodnik na desni
- Napis na grobnici Hugha O'Neilla, grofa Tyronejskega
- Tempietto v Palladijevem Quattro Libri (lesorez, 1570)